# Son/Store Brevik
Son/Store Brevik är en tidigare tätort i Vestby kommun i Akershus fylke i sydöstra Norge. Orten låg vid Oslofjorden, vid sidan av Europaväg 6, norr om staden Moss. Den omfattade bebyggelse i de båda sammanväxta orterna Son och Store Brevik.
Sedan 2007 räknas bebyggelsen i orten som en del av tätorten Moss.